# Tercera División RFEF 2021-22 (Grupo XVIII)
La temporada 2021-22 del Grupo XVIII de la Tercera División RFEF de fútbol comenzó el 4 de septiembre de 2021 y finalizará el 1 de mayo de 2022. Posteriormente se disputará la promoción de ascenso entre el 8 y el 15 de mayo en su fase territorial, y el 22 de mayo en su fase nacional. Durante esta campaña es el quinto nivel de las Ligas de fútbol de España para los clubes de Castilla-La Mancha, por debajo de la Segunda División RFEF y por encima de la Primera Autonómica Preferente de Castilla-La Mancha. Se trata de la primera edición bajo esta denominación después de la reestructuración de las categorías no profesionales por parte de la RFEF.

## Sistema de competición
Participan dieciocho clubes en un único grupo. Se enfrentan todos contra todos en dos ocasiones -una en campo propio y otra en campo contrario- durante un total de 34 jornadas. El orden de los encuentros se decide por sorteo antes de empezar la competición. La Federación de Fútbol de Castilla-La Mancha es la responsable de designar las fechas de los partidos y los árbitros de cada encuentro, reservando al equipo local la potestad de fijar el horario exacto de cada encuentro.
Una vez finalizada la competición, el primer clasificado asciende directamente a Segunda División RFEF y se proclama campeón de Tercera RFEF.
Los clasificados entre el segundo y el quinto lugar disputan un Play Off territorial en formato de eliminatorias a partido único en sede neutral. En caso de empate el vencedor de la eliminatoria es el equipo mejor clasificado. El equipo vencedor de este Play Off se clasifica a la Promoción de ascenso a Segunda División RFEF que tiene carácter de final interterritorial.
Los últimos clasificados, por confirmar el número, descienden directamente a Primera Autonómica Preferente de Castilla-La Mancha. Hay que tener en cuenta que existe la obligación federativa de conformar la Tercera RFEF para la temporada siguiente, la 2022-2023, en un máximo de 16 equipos; por lo que el número de descensos en esta temporada será proporcional a las necesidades de la Territorial manchega para ajustarse a ese número de equipos. 
El sistema de competición y las consecuencias clasificatorias fueron aprobadas por la RFEF.

## Ascensos y descensos
Los equipos que mantuvieron la categoría en la última temporada de Tercera División participan en la primera edición de Tercera División RFEF. Las posiciones de descenso indicadas son las absolutas de grupo, no de subgrupos de permanencia.
| Pos. | Ascendidos a 2.ª División RFEF |
| ---- | ------------------------------ |
| 1.º  | C. D. Marchamalo               |
| 2.º  | Calvo Sotelo Puertollano C. F. |
| 3.º  | C. D. Toledo                   |

| Pos. | Descendidos de 2.ª División B |
| ---- | ----------------------------- |
| 17.º | Villarrubia C. F.             |
| 20.º | C. P. Villarrobledo           |

| Pos.   | Ascendidos de Primera Autonómica Preferente |
| ------ | ------------------------------------------- |
| 1.º G1 | A. D. San Clemente                          |
| 1.º G2 | C. D. Miguelturreño                         |
| 1.º G3 | A. D. Hogar Alcarreño                       |

| Pos. | Descendidos a Primera Autonómica Preferente |
| ---- | ------------------------------------------- |
| 17.º | C. F. La Solana                             |
| 18.º | C. D. Pedroñeras                            |
| 19.º | Atlético Ibañés                             |
| 20.º | Almagro C. F.                               |
| 21.º | C. D. Madridejos                            |
| 22.º | Manzanares C. F.                            |

### Cambios de entrenadores
| Equipo | Entrenador (Jornadas) | Fecha de vacante | Tipo de salida | Posición en la tabla | Entrenador entrante | Fecha de nombramiento |
| ------ | --------------------- | ---------------- | -------------- | -------------------- | ------------------- | --------------------- |

## Participantes

### Información sobre los equipos participantes
| Equipo                     | Localidad               | Estadio                            | Capacidad |
| -------------------------- | ----------------------- | ---------------------------------- | --------- |
| Atlético Albacete          | Albacete                | Ciudad Deportiva Andrés Iniesta    | 3.000     |
| U. D. Almansa              | Almansa                 | Polideportivo Municipal Paco Simón | 3.500     |
| C. D. Azuqueca             | Azuqueca de Henares     | San Miguel                         | 2.000     |
| U. B. Conquense            | Cuenca                  | La Fuensanta                       | 6.700     |
| C. D. Guadalajara          | Guadalajara             | Pedro Escartín                     | 5.000     |
| A. D. Hogar Alcarreño      | Guadalajara             | Fuente la Niña                     | 500       |
| C. D. Huracán de Balazote  | Balazote                | Municipal de Balazote              | 500       |
| C. D. Illescas             | Illescas                | Municipal de Illescas              | 1.000     |
| La Roda C. F.              | La Roda                 | Municipal de Deportes de La Roda   | 2.000     |
| C. D. Manchego Ciudad Real | Ciudad Real             | Rey Juan Carlos I                  | 2.200     |
| C. D. Miguelturreño        | Miguelturra             | Municipal de Miguelturra           |           |
| C. D. Quintanar del Rey    | Quintanar del Rey       | San Marcos                         | 2.800     |
| A. D. San Clemente         | San Clemente            | Municipal de San Clemente          |           |
| C. D. Tarancón             | Tarancón                | Municipal de Tarancón              | 1.500     |
| C. D. Torrijos             | Torrijos                | Municipal San Francisco            | 2.500     |
| C. D. Villacañas           | Villacañas              | Las Pirámides                      | 2.000     |
| C. P. Villarrobledo        | Villarrobledo           | Campo Nuevo Municipal              | 1.000     |
| Villarrubia C. F.          | Villarrubia de los Ojos | Nuestra Señora de la Caridad       | 5.500     |

| At. Albacete Almansa Azuqueca Conquense Guadalajara Hogar Alcarreño Huracán Illescas La Roda Manchego Miguelturreño Quintanar San Clemente Tarancón Torrijos Villacañas Villarrobledo Villarrubia |

### Equipos por Provincia
| N.º | Provincia   | Equipos                                                                  |
| --- | ----------- | ------------------------------------------------------------------------ |
| 5   | Albacete    | Atlético Albacete, Almansa, Huracán de Balazote, La Roda y Villarrobledo |
| 4   | Cuenca      | Conquense, Quintanar del Rey, San Clemente y Tarancón                    |
| 3   | Ciudad Real | Manchego Ciudad Real, Miguelturreño y Villarrubia C. F.                  |
| 3   | Guadalajara | Azuqueca, Guadalajara y Hogar Alcarreño                                  |
| 3   | Toledo      | Illescas, Torrijos y Villacañas                                          |

## Clasificación
| Pos. | Equipo                        | Pts. | PJ | G  | E  | P  | GF | GC  | Dif. |                                                                      |
| ---- | ----------------------------- | ---- | -- | -- | -- | -- | -- | --- | ---- | -------------------------------------------------------------------- |
| 1    | C. D. Guadalajara (A, C)      | 77   | 34 | 23 | 8  | 3  | 71 | 19  | +52  | Ascenso a Segunda División RFEF y Copa del Rey                       |
| 2    | C. D. Quintanar del Rey       | 70   | 34 | 21 | 7  | 6  | 63 | 29  | +34  | Acceso a Promoción de Ascenso a Segunda División RFEF y Copa del Rey |
| 3    | C. D. Illescas                | 67   | 34 | 20 | 7  | 7  | 56 | 33  | +23  | Play-Offs Ascenso a Segunda División RFEF y Copa RFEF                |
| 4    | C. P. Villarrobledo           | 64   | 34 | 18 | 10 | 6  | 53 | 25  | +28  | Play-Offs Ascenso a Segunda División RFEF                            |
| 5    | C. D. Torrijos                | 60   | 34 | 17 | 9  | 8  | 50 | 30  | +20  | Play-Offs Ascenso a Segunda División RFEF                            |
| 6    | U. B. Conquense               | 56   | 34 | 15 | 11 | 8  | 49 | 30  | +19  |                                                                      |
| 7    | Villarrubia C. F.             | 55   | 34 | 16 | 7  | 11 | 45 | 38  | +7   |                                                                      |
| 8    | C. D. Azuqueca                | 54   | 34 | 16 | 6  | 12 | 55 | 40  | +15  |                                                                      |
| 9    | C. D. Manchego Ciudad Real    | 54   | 34 | 15 | 9  | 10 | 50 | 26  | +24  |                                                                      |
| 10   | C. D. Tarancón                | 51   | 34 | 16 | 3  | 15 | 46 | 45  | +1   |                                                                      |
| 11   | C. D. Villacañas              | 46   | 34 | 13 | 7  | 14 | 47 | 51  | −4   |                                                                      |
| 12   | Atlético Albacete (D)         | 44   | 34 | 11 | 11 | 12 | 47 | 40  | +7   | Descenso a Primera Autonómica Preferente                             |
| 13   | U. D. Almansa (D)             | 43   | 34 | 12 | 7  | 15 | 44 | 51  | −7   | Descenso a Primera Autonómica Preferente                             |
| 14   | C. D. Huracán de Balazote (D) | 37   | 34 | 10 | 7  | 17 | 52 | 56  | −4   | Descenso a Primera Autonómica Preferente                             |
| 15   | A. D. San Clemente (D)        | 36   | 34 | 10 | 6  | 18 | 30 | 50  | −20  | Descenso a Primera Autonómica Preferente                             |
| 16   | C. D. Miguelturreño (D)       | 25   | 34 | 7  | 4  | 23 | 35 | 67  | −32  | Descenso a Primera Autonómica Preferente                             |
| 17   | A. D. Hogar Alcarreño (D)     | 17   | 34 | 4  | 5  | 25 | 29 | 90  | −61  | Descenso a Primera Autonómica Preferente                             |
| 18   | La Roda C. F. (D)             | 0    | 34 | 0  | 0  | 34 | 0  | 102 | −102 | Descenso a Primera Autonómica Preferente                             |

Actualizado a los partidos jugados el 1 de mayo de 2022.
 Fuente: Resultados Fútbol
Notas:
1. ↑  El 15 de septiembre de 2021 La Roda fue relegado a Primera Autonómica Preferente luego de la incomparecencia del equipo en los dos primeros partidos de la temporada, todos sus partidos serán concedidos al rival con marcador de 3-0.[4]

## Tabla de resultados cruzados
| Local \ Visitante          | ALB | ALM | AZU | CON | GUA | HOG | HUR | ILL | LRO | MAN | MIG | QUI | SAN | TAR | TOR | VIL | VRO | VRU |
| -------------------------- | --- | --- | --- | --- | --- | --- | --- | --- | --- | --- | --- | --- | --- | --- | --- | --- | --- | --- |
| Atlético Albacete          | —   | 0–1 | 0–3 | 0–1 | 0–1 | 5–0 | 1–1 | 1–2 | 3–0 | 2–1 | 3–2 | 1–0 | 1–1 | 2–1 | 1–2 | 1–1 | 0–0 | 1–1 |
| U. D. Almansa              | 1–1 | —   | 1–4 | 0–1 | 1–1 | 3–2 | 1–1 | 0–2 | 3–0 | 1–2 | 1–1 | 1–1 | 0–1 | 2–1 | 0–2 | 0–0 | 1–3 | 2–3 |
| C. D. Azuqueca             | 0–0 | 2–3 | —   | 0–2 | 0–3 | 1–0 | 3–2 | 2–0 | 3–0 | 2–0 | 5–1 | 0–2 | 4–0 | 1–1 | 4–1 | 1–2 | 1–0 | 2–1 |
| U. B. Conquense            | 2–2 | 0–3 | 1–1 | —   | 2–2 | 2–0 | 4–1 | 1–3 | 3–0 | 0–0 | 2–1 | 0–1 | 0–0 | 1–0 | 0–1 | 1–2 | 3–1 | 2–1 |
| C. D. Guadalajara          | 2–1 | 6–1 | 2–0 | 1–1 | —   | 5–1 | 4–0 | 5–3 | 3–0 | 2–1 | 2–1 | 3–0 | 1–0 | 3–0 | 0–0 | 3–0 | 0–0 | 0–1 |
| A. D. Hogar Alcarreño      | 1–2 | 0–3 | 1–3 | 0–3 | 0–3 | —   | 1–3 | 1–3 | 3–0 | 1–0 | 2–0 | 1–2 | 1–2 | 0–0 | 1–1 | 2–2 | 1–2 | 2–2 |
| C. D. Huracán de Balazote  | 1–3 | 2–3 | 2–1 | 1–0 | 0–0 | 9–0 | —   | 0–1 | 3–0 | 2–0 | 2–3 | 0–1 | 2–0 | 3–4 | 3–1 | 0–3 | 0–3 | 2–2 |
| C. D. Illescas             | 2–0 | 3–1 | 2–0 | 1–1 | 2–1 | 2–0 | 2–0 | —   | 3–0 | 2–0 | 1–0 | 0–0 | 1–0 | 1–0 | 1–1 | 1–0 | 0–0 | 1–1 |
| La Roda C. F.              | 0–3 | 0–3 | 0–3 | 0–3 | 0–3 | 0–3 | 0–3 | 0–3 | —   | 0–3 | 0–3 | 0–3 | 0–3 | 0–3 | 0–3 | 0–3 | 0–3 | 0–3 |
| C. D. Manchego Ciudad Real | 1–1 | 0–1 | 0–0 | 1–1 | 1–2 | 6–1 | 0–0 | 2–1 | 3–0 | —   | 2–0 | 0–0 | 5–1 | 0–1 | 0–0 | 4–1 | 3–0 | 2–1 |
| C. D. Miguelturreño        | 1–3 | 0–4 | 1–2 | 0–4 | 0–3 | 4–0 | 0–0 | 3–2 | 3–0 | 0–3 | —   | 1–7 | 3–2 | 2–1 | 0–1 | 1–2 | 0–1 | 1–2 |
| C. D. Quintanar del Rey    | 3–2 | 3–0 | 2–2 | 2–1 | 0–3 | 4–0 | 3–1 | 3–1 | 3–0 | 2–1 | 1–0 | —   | 1–2 | 3–0 | 2–0 | 3–0 | 1–1 | 2–0 |
| A. D. San Clemente         | 0–0 | 1–0 | 0–2 | 1–4 | 1–2 | 3–2 | 2–1 | 2–2 | 3–0 | 1–4 | 1–1 | 0–0 | —   | 0–2 | 0–1 | 1–0 | 0–1 | 1–2 |
| C. D. Tarancón             | 1–0 | 4–1 | 2–0 | 2–0 | 0–3 | 4–0 | 2–1 | 0–2 | 3–0 | 0–0 | 2–0 | 2–3 | 0–1 | —   | 2–1 | 3–1 | 1–3 | 0–2 |
| C. D. Torrijos             | 3–2 | 0–1 | 2–0 | 0–0 | 1–1 | 4–0 | 1–1 | 2–0 | 3–0 | 0–3 | 1–0 | 1–1 | 1–0 | 5–0 | —   | 3–0 | 3–1 | 0–1 |
| C. D. Villacañas           | 2–0 | 1–1 | 3–2 | 2–2 | 1–0 | 1–1 | 2–4 | 2–3 | 3–0 | 0–1 | 2–0 | 2–1 | 2–0 | 1–2 | 3–3 | —   | 2–1 | 0–1 |
| C. P. Villarrobledo        | 1–1 | 2–0 | 1–1 | 0–0 | 0–0 | 3–1 | 3–0 | 3–2 | 3–0 | 0–1 | 2–2 | 2–0 | 2–0 | 3–0 | 2–0 | 2–0 | —   | 3–0 |
| Villarrubia C. F.          | 1–4 | 1–0 | 2–0 | 0–1 | 0–1 | 3–0 | 2–1 | 1–1 | 3–0 | 0–0 | 1–0 | 1–3 | 2–0 | 0–2 | 0–2 | 3–1 | 1–1 | —   |

### Máximos goleadores
| Pos. | Jugador        | Equipo                  | Goles |
| ---- | -------------- | ----------------------- | ----- |
| 1º   | Antonio Megías | C. D. Quintanar del Rey | 15    |
| 2º   | Vavá Guerreiro | C. D. Tarancón          | 15    |
| 3º   | Gabri          | U. B. Conquense         | 14    |
| 4º   | Fran García    | C. D. Guadalajara       | 14    |
| 5º   | Titi           | C. D. Azuqueca          | 14    |

## Play Off de Ascenso a Segunda División RFEF
En caso de empate a la conclusión de los 90 minutos, de conformidad con la disposición quinta de las presentes bases de competición, se disputará una prórroga de dos partes de 15 minutos cada una y, si prosiguiese el empate al término de la misma, se proclamará vencedor al equipo que hubiese obtenido mejor posición en la fase regular.
Equipos clasificados
- 4 equipos

| Pos. | Grupo XVIII             |
| ---- | ----------------------- |
| 2.°  | C. D. Quintanar del Rey |
| 3.°  | C. D. Illescas          |
| 4.°  | C. P. Villarrobledo     |
| 5.°  | C. D. Torrijos          |

|  | Semifinales                         | Semifinales                         |                     |                         | Final              | Final              |  |
|  | 7 de mayo de 2022 8 de mayo de 2022 | 7 de mayo de 2022 8 de mayo de 2022 |                     |                         | 15 de mayo de 2022 | 15 de mayo de 2022 |  |
|  |                                     |                                     |                     |                         |                    |                    |  |
|  |                                     |                                     |                     |                         |                    |                    |  |
|  | C. D. Quintanar del Rey (t. s.)     | 1                                   |                     |                         |                    |                    |  |
|  | C. D. Quintanar del Rey (t. s.)     | 1                                   |                     |                         |                    |                    |  |
|  | C. D. Torrijos                      | 1                                   |                     |                         |                    |                    |  |
|  | C. D. Torrijos                      | 1                                   |                     | C. D. Quintanar del Rey | 1                  |                    |  |
|  |                                     |                                     |                     | C. D. Quintanar del Rey | 1                  |                    |  |
|  |                                     |                                     | C. P. Villarrobledo | 0                       |                    |                    |  |
|  | C. D. Illescas                      | 0                                   | C. P. Villarrobledo | 0                       |                    |                    |  |
|  | C. D. Illescas                      | 0                                   |                     |                         |                    |                    |  |
|  | C. P. Villarrobledo                 | 1                                   |                     |                         |                    |                    |  |
|  | C. P. Villarrobledo                 | 1                                   |                     |                         |                    |                    |  |
|  |                                     |                                     |                     |                         |                    |                    |  |

## Clasificado a la Copa del Rey
| Bandera de Castilla-La Mancha | Bandera de Castilla-La Mancha |
| C. D. Guadalajara             | C. D. Quintanar del Rey       |
| 1.° Grupo                     | 2.° Grupo                     |

Nota: Hay posibilidad de que el subcampeón u otro clasificado posterior se clasifique a la Copa del Rey siempre que no sea un equipo filial.